# Samostan Dohiar
Dohiar (grško starogrško Μονή Δοχειαρίου, Moní Doheiaríou) je samostan Vzhodne pravoslavne cerkve v meniški državi Gora Atos v Grčiji. V hierarhiji dvajsetih atoških samostanov zaseda deseto mesto. Samostan in samostanska cerkev sta posvečena nadangeloma Mihaelu in Gabrijelu. 

## Zgodovina
Po izročilu je bil ustanovitelj in prvi ktitor samostana srbski velikaš Dohiar. Dokazano je, da samostana ni ustanovil on, ampak iguman Jeftimij Atoški, menih iz samostana Velika lavra, leta 976. 
Glavno cerkev sta zgradila bizantinski cesar Nikefor II. Fokas in Nikefor. Jeftimij je prvo cerkev in celice  zgradil v pristanišču Dafni, potem pa se je umaknil proti severu in zgradil cerkev svetega Nikolaja. Slednja je bila poslikana leta 1568.
Kot drugi ktitor se omenja Jeftimijev sorodnik Nikolaj, ki se je pomenišil in kasneje postal iguman Dohiarja. Sedanji samostan je bil ustanovljen na novi lokaciji na ozemlju samostana Ksiropotam pred letom 1013. Ustanovil ga je "samostanski dohiar"   menih Jovan.
V 14. stoletju je bil samostan obnovljen z donacijami cesarja Ivana V. Paleologa in srbskega kralja Štefana Dušana. Iz Dušanove darovnice iz marca 1349 je razvidno, da je samostan dobil trdnjavo Ravenikija. V 16. stoletju je bil samostan po turškem pustošenju obnovljen.

## Arhitektura in relikvije
Cerkev nadangelov je bila prva na Sveti gori zgrajena iz marmorja. Na prehodu iz cerkve v obednico so slike prvih treh igumanov.
Na desni strani vhoda v obednico je v posebej zato zgrajeni kapeli čudotvorna ikona Matere Božje Hitropomočnice (grško Γοργοεπεκοος, Gorgoepikos), naslikana v 10. stoletju v času igumana Neofita.
V samostaski knjižnici je 545 rokopisov, od katerih je 62 pisanih na pergamentu, in več kot 5.000 tiskanih knjig.
Lera 2011 je bilo v samostanu 53 menihov. 

## Opomba
1. ↑  Izraz dohiar lahko pomeni tudi osebo, ki v samostanu sprejema goste, vodjo obednice ali samostanskega kletarja.[2]